# Willman 1
Willman 1 è un oggetto enigmatico: viene considerato o un ammasso globulare estremamente lontano e il prototipo di galassia nana ultra-debole.
Fu scoperto dal team di scienziati di Beth Willman della New York University, utilizzando i dati forniti dallo Sloan Digital Sky Survey; si tratta della terza galassia più debole conosciuta (dato del 2006), dopo la Galassia Nana del Boote e la Galassia Nana dell'Orsa Maggiore. È certo che William 1 sia un oggetto satellite della Via Lattea, dalla quale dista circa 120 000 anni-luce. La sua magnitudine assoluta è stimata attorno a -2,5 e la funzione di luminosità varia tra il centro e le estremità, similmente a quanto verificato in Palomar 5.

## Bibliografia

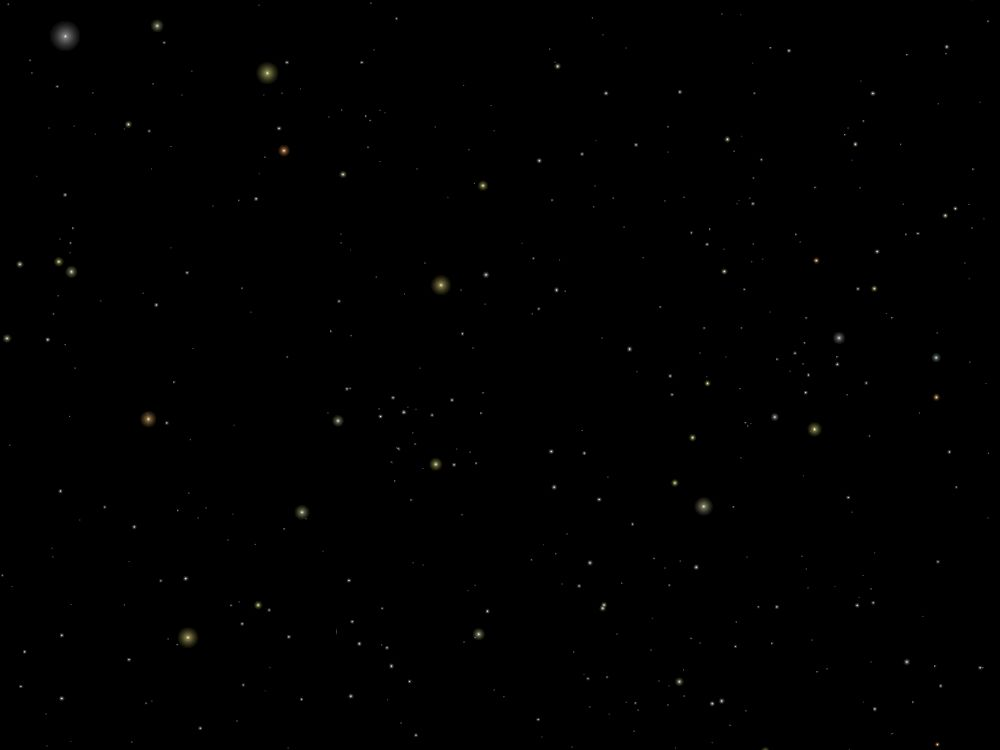
L'area di cielo in cui è stato osservato Willman 1